# 9. далматинска дивизија НОВЈ
Девета далматинска ударна дивизија формирана је 13. фебруара 1943. године у Имотском наредбом Врховног команданта НОВ и ПОЈ Јосипа Броза Тита. У њен састав су ушле Трећа, Четврта и Пета далматинска бригада.

## Борбени пут Девете дивизије
Током Битке на Неретви дивизија је водила одбрамбене борбе у околини Имотског и у западној Херцеговини против четника и Немаца. Током пребацивања преко реке Неретве Врховни штаб НОВ и ПОЈ је дивизију ангажовао за пренос рањеника преко планине Прењ и заштиту Централне болнице. Покрет под теретом носила са рањеницима преко врлети залеђене планине представљао је за слабо обучене борце тешко искушење. Осим губитака од измрзавања, приликом транспорта рањеника у дивизији је завладала епидемија тифуса, који је веома умањио бројност јединица.
Након заузимања Невесиња дивизија је остала у Невесињском Пољу, ангажована у одбијању непрекидних италијанско-четничких напада. Због веома умањеној бројног стања и борбене ефикасности дивизија је наредбом Врховног штаба од 12. априла расформирана, као и Четврта и Пета далматинска бригада. Њиховим људством попуњене су остале јединице. Током битке на Сутјесци, 3. јуна 1943. године расформирана је и Трећа далматинска ударна бригада.
9. далматинска дивизија обновљена је почетком септембра 1943. године одлуком штаба Четврте оперативне зоне Главног штаба НОВ и ПО Хрватске у околини Сплита. Формиран је штаб на челу са командантом Антом Банином и политичким комесаром Едом Сантинијем, а дивизију су сачињавале Прва и новоформирана Трећа далматинска ударна бригада. У састав дивизије ушла је 12. септембра 1943. године и новоформирана Четврта далматинска бригада, са којом је дивизија имала око 3.500 бораца.
Од самог оснивања 9. далматинска дивизија ангажована је у оштрим борбама током одбране Сплита. Од оснивања Осмог далматинског корпуса 7. октобра 1943. године до краја рата 9. далматинска дивизија била је у његовом саставу.
Од децембра 1943. до краја јула 1944. јадранско залеђе било је поприште низа добро смишљених и енергично вођених операција немачке Друге оклопне армије усмерених на обезбеивање виталних тачака и комуникација и наношење што тежих удараца НОВЈ. У свим овим операцијама и офанзивним противмерама НОВЈ у далматинском залеђу између Ливна и Лике учествовала је и 9. далматинска дивизија. Она је коначно ослободила Ливно 10. октобра 1944. године и након тога представљала деснокрилну нападну колону која је кроз непријатељску позадину садејствовала осталим јединицама Осмог далматинског корпуса током Книнске операције.
Фебруара 1945. године дивизија је учествовала у Мостарској операцији, а током марта и априла у Личко-приморској операцији. Током Тршћанске операције десантом са острва Цреса на обалу Истре извршила је енергичан упад у позадину тешко утврђеног ријечког фронта немачког 97. корпуса, значајно доприносећи темпу и крајњем успеху операције.
Указом Врховног штаба НОВ и ПОЈ децембра 1944. године 9. далматинска дивизија проглашена је ударном у знак признања за постигнуте успехе.

## Командни састав дивизије
- Команданти дивизије:
  - Вицко Крстуловић — од формирања до расформирања дивизије
  - Анте Банина — од поновног формирања дивизије до новембра 1944.
  - Љубо Трута — од новембра 1944. до краја рата
- Политички комесари дивизије:
  - Иван Кукоч — од формирања до расформирања дивизије
  - Едуард Сантини — од поновног формирања дивизије
  - Андро Ковачевић — до краја рата
- Начелници Штаба дивизије:
  - Јосип Шкорданта — од формирања до расформирања дивизије
  - Антон Биочић — од поновног формирања дивизије
  - Богдан Пецотић — од августа до децембра 1944.